# Доспатска котловина
Доспатската котловина е котловина в централната част на Западните Родопи, разположена между стръмните разседни склонове на рида Дъбраш на югозапад и Велийшко-Виденишкия дял на североизток по долината на река Доспат. Има удължена форма в посока северозапад-югоизток с дължина над 30 км и ширина до 2 – 3 км. Средна надморска височина 1100 – 1200 м.
Котловината е образувана през кватернера в резултат на тектонско пропадане. Основата ѝ е запълнена с кватернерни алувиални утайки и се намира на около 400 м под билните части на съседните ридове. Климатът ѝ е планински със слабо средиземноморско влияние. Преобладаващите ветрове са с посока североизток-изток-югоизток. Средна годишна температура 7,1 °C. Годишна сума на валежите над 1100 mm. Отводнява се от река Доспат, на която е изграден язовир „Доспат“, който е залял цялата ѝ югоизточна част. Бреговете и околностите на язовира предлагат идеални условия за летуване, отмора и туризъм.
В котловината има три селища: град Доспат, в югоизточната ѝ част, при стената на язовира, град Сърница, в средната ѝ част, при опашката на язовира и село Побит камък в най-северозападната ѝ част.
През котловината преминават два пътя от Държавната пътна мрежа:
- През югоизточната ѝ част, на протежение от 11,6 км – участък от второкласен път № 37 Ябланица – Панагюрище – Пазарджик – Пещера – Барутин.
- По цялата и дължина от северозапад на югоизток, на протежение от 26,9 км – участък от третокласен път № 843 Велинград – Сърница – Доспат.

## Топографска карта
- Лист от карта K-34-84. Мащаб: 1 : 100 000.
- Лист от карта K-35-73. Мащаб: 1 : 100 000.
- Лист от карта K-35-85. Мащаб: 1 : 100 000.